# 東周昭文君
東周昭文君，姓姬，原名不詳，是战国时期東周国的君主之一，東周惠公之後的東周君主。
據《呂氏春秋·更報》記載張儀曾會見昭文君一事來看，在位時間當在秦惠王時期（前337年－前311年）。
行事不近儒家禮法，《漢書·古今人表》列屬「中下人」。

## 影視作品
- 《大秦帝國之縱橫》由郭家銘飾演。